# El Pla d'Abella
El Pla d'Abella és una masia situada al municipi de Navès, a la comarca catalana del Solsonès. Es troba a la vora de la rasa de la Guingueta.